# Episodi de Le inchieste di Padre Dowling (seconda stagione)
La seconda stagione della serie televisiva Le inchieste di Padre Dowling è stata trasmessa per la prima volta negli Stati Uniti dalla ABC tra il 4 gennaio e il 26 aprile 1990.
| nº | Titolo originale                | Titolo italiano             | Prima TV USA     | Prima TV Italia |
| -- | ------------------------------- | --------------------------- | ---------------- | --------------- |
| 1  | The Visiting Priest Mystery     | L'ospite ambiguo            | 4 gennaio 1990   |                 |
| 2  | The Exotic Dancer Mystery       | Il mistero della danzatrice | 11 gennaio 1990  |                 |
| 3  | The Sanctuary Mystery           | Un fratello difficile       | 18 gennaio 1990  |                 |
| 4  | The Stone Killer Mystery        | Non fidarsi di nessuno      | 25 gennaio 1990  |                 |
| 5  | The Woman Scorned Mystery       | Una donna                   | 1º febbraio 1990 |                 |
| 6  | The Ghost of a Chance Mystery   | Il mistero del fantasma     | 8 febbraio 1990  |                 |
| 7  | The Blind Man's Bluff Mystery   | Lo strano circo             | 15 febbraio 1990 |                 |
| 8  | The Falling Angel Mystery       | L'angelo                    | 22 febbraio 1990 |                 |
| 9  | The Perfect Couple Mystery      | Incontri segreti            | 8 marzo 1990     |                 |
| 10 | The Confidence Mystery          | Un amaro calice             | 15 marzo 1990    |                 |
| 11 | The Solid Gold Headache Mystery | Il testamento               | 29 marzo 1990    |                 |
| 12 | The Legacy Mystery              | L'icona scomparsa           | 4 aprile 1990    |                 |
| 13 | The Passionate Painter Mystery  | Genio e sregolatezza        | 26 aprile 1990   |                 |